# 始帶齒獸
始帶齒獸屬（學名：Eozostrodon）通称始带齿兽，又名始帶獸，是一種最早期的哺乳動物。牠們生存於三疊紀晚期，約為2億1000萬年前。牠們長多於1米，是最大型的早期哺乳動物之一。始帶齒獸的分類並不確定。
始帶齒獸像現今的單孔目，是會生蛋的。幼生的會從母親的乳腺哺乳。牠們的牙齒像一般的哺乳動物，有三角形齒尖的臼齒及前臼齒。
始帶齒獸有很長的吻，四肢上有五趾及有爪，尾巴長而有毛。牠們的外觀就像鼩鼱科。

## 外部連結
- 始帶齒獸的圖片（页面存档备份，存于）